# Rumänische Eishockeyliga 1980/81
Die Saison 1980/81 war die 51. Spielzeit der rumänischen Eishockeyliga, der höchsten rumänischen Eishockeyspielklasse. Meister wurde zum insgesamt siebten Mal in der Vereinsgeschichte Dinamo Bukarest.

## Modus
In der Hauptrunde absolvierte jede der sechs Mannschaften insgesamt 35 Spiele. Der Erstplatzierte der Hauptrunde wurde Meister. Für einen Sieg erhielt jede Mannschaft zwei Punkte, bei einem Unentschieden gab es einen Punkt und bei einer Niederlage null Punkte.

## Hauptrunde
|    | Klub                   | Sp | S  | U | N  | T   | GT  | Punkte |
| -- | ---------------------- | -- | -- | - | -- | --- | --- | ------ |
| 1. | Dinamo Bukarest        | 35 | 29 | 2 | 4  | 307 | 125 | 60     |
| 2. | Steaua Bukarest        | 35 | 28 | 1 | 6  | 287 | 93  | 57     |
| 3. | SC Miercurea Ciuc      | 35 | 24 | 2 | 9  | 273 | 123 | 50     |
| 4. | Avântul Gheorgheni     | 35 | 8  | 2 | 25 | 128 | 296 | 18     |
| 5. | CSM Dunărea Galați     | 35 | 6  | 2 | 27 | 120 | 263 | 14     |
| 6. | Unirea Sfântu Gheorghe | 35 | 4  | 3 | 28 | 99  | 314 | 11     |

Sp = Spiele, S = Siege, U = Unentschieden, N = Niederlagen